# Amadora
Amadora je město v Portugalsku. Nachází se v aglomeraci Lisabonu 10 km severozápadně od centra města a žije v něm 175 000 obyvatel.
Nedaleko města leží nekropole Carenque ze 4. tisíciletí př. n. l. Významnou památkou je také akvadukt Águas Livres z 18. století. Původní vesnice Porcalhota se v roce 1907 přejmenovala na Amadoru a v roce 1979 se stala samostatným městem, když se odtrhla od Oeiras.
Amadoru tvoří převážně obytné čtvrti a je nejhustěji obydleným městem v Portugalsku, kde žije množství přistěhovalců z východní Evropy a bývalých portugalských kolonií. S Lisabonem je spojena metrem.
V Amadoře se každoročně koná mezinárodní festival komiksů, sídlí zde také fotbalový klub CF Estrela da Amadora.

## Městské obvody
- Águas Livres
- Alfragide
- Encosta do Sol
- Falagueira-Venda Nova
- Mina de Água
- Venteira

## Osobnosti
- Pedro Soares (* 1974), portugalský judista
- Rúben Dias (* 1997), portugalský fotbalový obránce